# Filip Gołkowski
Filip Ludwik Gołkowski – polski endokrynolog, dr hab. nauk medycznych, profesor zwyczajny i dziekan Wydziału Lekarskiego i Nauk o Zdrowiu Krakowskiej Akademii im. Andrzeja Frycza Modrzewskiego.

## Życiorys
17 listopada 1995 obronił pracę doktorską Wczesne rozpoznawanie i leczenie prolactinoma, 15 lutego 2008 habilitował się na podstawie pracy zatytułowanej Subkliniczna niedoczynność tarczycy – nadal aktualny problem epidemiologiczny i kliniczny. 24 kwietnia 2012 nadano mu tytuł profesora w zakresie nauk medycznych. Pracował w Katedrze Endokrynologii na Wydziale Lekarskim Collegium Medicum Uniwersytetu Jagiellońskiego.
Jest zatrudniony na stanowisku profesora zwyczajnego i dziekana na Wydziale Lekarskim i Nauk o Zdrowiu Krakowskiej Akademii im. Andrzeja Frycza Modrzewskiego.
W 2023 został odznaczony Srebrnym Krzyżem Zasługi.